# V418 Геркулеса
V418 Геркулеса (лат. V418 Herculis) — одиночная переменная звезда в созвездии Геркулеса на расстоянии приблизительно 8458 световых лет (около 2593 парсек) от Солнца. Видимая звёздная величина звезды — от +13,2m до +12,6m.
Открыта Куно Хофмейстером в 1959 году*.

## Характеристики
V418 Геркулеса — жёлто-белая пульсирующая переменная звезда типа RR Лиры (RRAB) спектрального класса F. Радиус — около 5,49 солнечного, светимость — около 44,908 солнечной. Эффективная температура — около 6389 K.